# Państwo świeckie
Państwo świeckie lub państwo laickie – państwo będące przeciwieństwem państwa wyznaniowego, państwo awyznaniowe. Świeckość (laickość) państwa jest konsekwencją rozdziału religii i państwa.

## Istota państwa świeckiego
Zdaniem Michała Pietrzaka państwo świeckie posiada następujące cechy:
- awyznaniowość (bezwyznaniowość) polegająca na niezależności organizacyjnej i funkcjonalnej organów i instytucji państwowych od kościelnych
- niekompetencja państwa, czyli brak władzy państwa do normowania kwestii religijnych
- neutralność państwa i jego funkcjonariuszy, czyli powinność powstrzymywania się od zajmowania stanowiska w sprawach religijnych i światopoglądowych
- zapewnienie przez państwo obywatelom prawa do milczenia w sprawach religijnych
- rezygnacja przez państwo z różnicowania obywateli według kryteriów religijnych
- odstąpienie przez państwo od finansowania działalności religijnej związków wyznaniowych
- brak powiązania działalności instytucji i organów państwa z obrzędami religijnymi
- szkoły publiczne mają charakter świecki; można w nich prowadzić naukę religii, lecz jako przedmiotu dobrowolnego[1].

W opinii Bożeny Bankowicz państwo świeckie:
- nie udziela sankcji prawnej normom etyczno-religijnym właściwym określonemu wyznaniu, lecz nadaje prawu państwowemu charakter humanistyczny i etyczno-racjonalny
- odróżnia polityczną obecność instytucji religijnych od znaczenia fundamentalnych zasad religijnych dla wspólnoty politycznej
- różnicuje funkcje i cele społeczeństwa politycznego i religijnego
- jest autonomiczne i niezależne od wspólnot religijnych, a władza państwa i związków wyznaniowych, czyli prawo zobowiązywania swych członków do określonych zachowań odnosi się wyłącznie do właściwych im porządków
- wyklucza zwierzchnictwo polityczne wspólnot religijnych nad państwem
- nie ma powiązań organizacyjnych ze związkami wyznaniowymi, a funkcje i zadania właściwe państwu nie są wykonywane przez grupy religijne i vice versa
- organy państwowe są niekompetentne w sferze religii, przyjmują wobec niej postawę neutralną i są jedynie gwarantem wolności religijnej
- w stosunkach ze wszystkimi wyznaniami kieruje się zasadą równouprawnienia
- nie zobowiązuje obywateli do wyznawania określonej religii ani przyjmowania poglądów i postaw niereligijnych
- nie stosuje kryteriów wyznaniowych
- nie udziela wspólnotom religijnym wsparcia instytucjonalnego przy realizowaniu ich misji i nie korzysta z ich pomocy przy realizacji swoich celów
- państwo jest nośnikiem, a nie twórcą wartości ogólnoludzkich, ziemskich, nie propaguje wartości nadnaturalnych i sakralnych[2]

## Geneza państwa świeckiego i jego przykłady
Źródła państwa świeckiego znajdują się w myśli oświeceniowej oraz w postulatach rewolucji amerykańskiej i rewolucji francuskiej. Przykładem współczesnych państw świeckich są Stany Zjednoczone i Republika Francuska, aczkolwiek różnią się one charakterem.
W Polsce państwo świeckie jest kategorią ustawową, określoną w ustawie z dnia 17 maja 1989 roku o gwarancjach wolności sumienia i wyznania. Art. 10 ust. 1 tej ustawy brzmi: „1. Rzeczpospolita Polska jest państwem świeckim, neutralnym w sprawach religii i przekonań”. Pojęcie to nie występuje w Konstytucji Rzeczypospolitej Polskiej z dnia 2 kwietnia 1997 roku – zawiera ona natomiast przepis w brzmieniu: „Władze publiczne w Rzeczypospolitej Polskiej zachowują bezstronność w sprawach przekonań religijnych, światopoglądowych i filozoficznych, zapewniając swobodę wyrażania ich w życiu publicznym” (art. 25 ust. 2).
Wśród uczestników życia publicznego w Polsce toczy się spór o to, czy Rzeczpospolita Polska ma obowiązek być państwem świeckim. Arcybiskup Stanisław Gądecki uznał, że istnieje „konstytucyjna zasada świeckości państwa”, zaś Andrzej Zoll, że powinność bycia państwem świeckim nie wynika z Konstytucji.
Postulat konsekwentnej realizacji zasad państwa świeckiego w Polsce zgłaszają niektóre partie polityczne, w tym Nowa Lewica, Nowoczesna i Partia Razem.